# Bulambo Lembelembe Josué
Bulambo Lembelembe Josué (Mwenga (Zuid-Kivu), 11 februari 1960) is een predikant en mensenrechtenverdediger in Congo-Kinshasa.

## Levensloop
Josué is een voorspreker van verzoening en biedt hulp aan de slachtoffers van de oorlogvoerende bendes die Democratische Republiek Congo al enkele decennia in de greep houden. In tien jaar tijd sinds 1998 kwamen in deze regio meer dan vijf miljoen mensen door oorlogsgeweld om het leven.
Hij is een predikant uit de Pinksterbeweging en vicevoorzitter van de Eglise du Christ au Congo (ECC), ofwel de protestantse raad van kerken in het land. Verder is hij de vicevoorzitter en in 1991 medeoprichter van de mensenrechtenorganisatie Héritiers de la Justice in Baku. Deze organisatie zet zich in om bewustzijn te kweken voor mensenrechten en biedt hulp aan voormalige kindsoldaten en verkrachtingslachtoffers.
Dankzij zijn vooraanstaande rol als kerkleider heeft hij de ruimte om in deze regio een voorspreker te kunnen zijn van democratische idealen. Hij is een uitgesproken tegenstander van het geven van amnestie aan daders van seksueel geweld.
Josué werd in 2008 onderscheiden met de Noorse Thorolf Rafto-prijs.